# Volby do Evropského parlamentu
Volby v Evropské unii se konají každých pět let na základě všeobecného hlasovacího práva. Poslanci Evropského parlamentu jsou takto přímo voleni od roku 1979. Evropské politické strany mají za tímto účelem právo pořádat kampaň v rámci celé Evropské unie. V současné době má Evropský parlament 705 poslanců. Současných 21 českých zástupců bylo zvoleno ve volbách do Evropského parlamentu v roce 2024.

## Systém hlasování
Neexistuje jednotný volební systém pro volby do Evropského parlamentu, každý členský stát si může zvolit svůj vlastní systém, ale přitom musí dodržet tři podmínky.
- Volební systém musí být formou poměrného zastoupení, ať již v rámci stranických kandidátek nebo jednoho přenosného hlasu.
- Volební oblast může být rozdělena, jestliže to nebude mít vliv na poměrný charakter volebního systému.
- Jakákoliv uzavírací klauzule nesmí překročit pět procent (devět zemí, včetně České republiky, má stanoveno 5 %, tři 4 %, jedna 3 %, jedna 1,8 % a zbývajících 14 zemí nemá žádnou)[2].

## Počet poslanců
Počet poslanců je určen poměrně podle počtu obyvatel členských států. Ve volbách v roce 2004 bylo zvoleno 732 poslanců, po přijetí Bulharska a Rumunska pak dalších 53 (celkem tedy 785). Pro volby v roce 2009 byl v souladu se smlouvou z Nice určen počet 736. Podle pravidel uvedených v Lisabonské smlouvě je pro volby od roku 2014 maximální počet poslanců omezen na 751 (750 plus předseda), přičemž smlouva též stanovuje minimální (6) a maximální (96) počet poslanců jedné země.
| Členský stát                                     | 2007                                             | 2009                                             | Lisabon                                          | 2013                                             |                                                  | Členský stát                                     | 2007                                             | 2009                                             | Lisabon                                          | 2013                                             |                                                  | Členský stát | 2007 | 2009 | Lisabon | 2013 |
| Německo                                          | 99                                               | 99                                               | 96                                               | 96                                               | Česko                                            | 24                                               | 22                                               | 22                                               | 21                                               | Slovensko                                        | 14                                               | 13           | 13   | 13   |         |      |
| Francie                                          | 78                                               | 72                                               | 74                                               | 74                                               | Řecko                                            | 24                                               | 22                                               | 22                                               | 21                                               | Chorvatsko                                       | –                                                | –            | –    | 11   |         |      |
| Irsko                                            | 13                                               | 12                                               | 12                                               | 11                                               | Itálie                                           | 78                                               | 72                                               | 73                                               | 73                                               | Maďarsko                                         | 24                                               | 22           | 22   | 21   |         |      |
| Litva                                            | 13                                               | 12                                               | 12                                               | 11                                               | Spojené království                               | 78                                               | 72                                               | 73                                               | 73                                               | Portugalsko                                      | 24                                               | 22           | 22   | 21   |         |      |
| Lotyšsko                                         | 9                                                | 8                                                | 9                                                | 8                                                | Španělsko                                        | 54                                               | 50                                               | 54                                               | 54                                               | Švédsko                                          | 19                                               | 18           | 20   | 20   |         |      |
| Slovinsko                                        | 7                                                | 7                                                | 8                                                | 8                                                | Polsko                                           | 54                                               | 50                                               | 51                                               | 51                                               | Rakousko                                         | 18                                               | 17           | 19   | 18   |         |      |
| Kypr                                             | 6                                                | 6                                                | 6                                                | 6                                                | Rumunsko                                         | 35                                               | 33                                               | 33                                               | 32                                               | Bulharsko                                        | 18                                               | 17           | 18   | 17   |         |      |
| Estonsko                                         | 6                                                | 6                                                | 6                                                | 6                                                | Nizozemsko                                       | 27                                               | 25                                               | 26                                               | 26                                               | Finsko                                           | 14                                               | 13           | 13   | 13   |         |      |
| Lucembursko                                      | 6                                                | 6                                                | 6                                                | 6                                                | Belgie                                           | 24                                               | 22                                               | 22                                               | 21                                               | Dánsko                                           | 14                                               | 13           | 13   | 13   |         |      |
| Malta                                            | 5                                                | 5                                                | 6                                                | 6                                                |                                                  |                                                  |                                                  |                                                  |                                                  |                                                  |                                                  |              |      |      |         |      |
| Státy psané kurzívou mají více volebních obvodů. | Státy psané kurzívou mají více volebních obvodů. | Státy psané kurzívou mají více volebních obvodů. | Státy psané kurzívou mají více volebních obvodů. | Státy psané kurzívou mají více volebních obvodů. | Státy psané kurzívou mají více volebních obvodů. | Státy psané kurzívou mají více volebních obvodů. | Státy psané kurzívou mají více volebních obvodů. | Státy psané kurzívou mají více volebních obvodů. | Státy psané kurzívou mají více volebních obvodů. | Státy psané kurzívou mají více volebních obvodů. | Státy psané kurzívou mají více volebních obvodů. | Celkem:      | 785  | 736  | 751     | 751  |

## Politické skupiny
Evropská lidová strana a Pokrokové spojenectví socialistů a demokratů tvoří dvě největší skupiny v Evropském parlamentu. V Evropském parlamentu existuje mnoho dalších skupin, včetně komunistů, zelených, regionalistů, konzervativců, liberálů a euroskeptiků.

### Volba předsedy Evropské komise
Jednou z novinek, kterou by měly kvůli přijetí Lisabonské smlouvy přinést příští volby do Evropského parlamentu, bude možnost jednotlivých evropských uskupení navrhnout své kandidáty na post předsedy Evropské komise. Hlavní roli při jeho nominaci sice nadále bude hrát Evropská rada, ta tak však podle Lisabonské smlouvy musí konat „s přihlédnutím k volbám do Evropského parlamentu“. Šéfa evropské exekutivy totiž volí právě europoslanci většinou všech svých hlasů.

## Volby
| REGION        | 1979 | 1984 | 1989 | 1994 | 1999 | 2004 | 2009 |
|               | 3,6  | 6,3  | 6,3  | 22   | 35,3 | 31,2 | 10,9 |
| Sever         | 3,6  | 2,7  | 4,5  | 6,8  | 16,7 | 18,1 | 20,3 |
|               | 23,2 | 33   | 45,5 | 56,8 | 27,6 | 23,9 | 21   |
|               |      |      |      |      |      |      |      |
|               | 33,6 | 30,9 | 26,7 | 31,9 | 36,4 | 34,9 | 37,3 |
| Západ         | 6,5  | 10,6 | 12   | 8,5  | 5,2  | 11,9 | 12,5 |
|               | 34,1 | 32,7 | 32,7 | 29,9 | 27,9 | 30,2 | 20,8 |
|               |      |      |      |      |      |      |      |
|               | 37   | 34,3 | 29,6 | 25,9 | 39,8 | 38,2 | 45,2 |
| Jih           | 6,2  | 4,8  | 9,5  | 8,5  | 5    | 7,9  | 5    |
|               | 16   | 21   | 29,1 | 29,9 | 30,8 | 33   | 35   |
|               |      |      |      |      |      |      |      |
|               | -    | -    | -    | -    | -    | 46,4 | 41   |
| Východ        | -    | -    | -    | -    | -    | 14,3 | 10   |
|               | -    | -    | -    | -    | -    | 21,4 | 23,7 |
|               |      |      |      |      |      |      |      |
|               | 26   | 25,3 | 23,4 | 27,7 | 37.2 | 36.9 | 36   |
| Dohromady     | 9,8  | 7,1  | 9,5  | 7,6  | 8    | 12,4 | 11,4 |
|               | 27,6 | 30   | 34,2 | 34,9 | 28,8 | 28,3 | 25   |
| Volební účast | 63   | 61   | 58,5 | 56,8 | 49,4 | 45,5 | 43   |

Legenda: [     ] Socialisté (PES/S&D) – [     ] Liberálové (ELDR/ALDE) – [     ] Lidovci (EPP/skupina EPP)